# Колоски (Донецкая область)
Колоски (укр. Колоски) — посёлок в Старобешевском районе Донецкой области Украины. Под контролем самопровозглашённой Донецкой Народной Республики.

## География

#### Соседние населённые пункты по странам света
С: Шевченко, Осыково
СЗ: Шмидта, Прохоровское, Новокатериновка
СВ: Петренки, Строитель, Обрезное, Бурное, Кленовки, Мережки
З: Ленинское, Войково, город Комсомольское
В: Светлый Луч
ЮЗ: Новозарьевка
ЮВ: Вишнёвое, Культура, Кумачово
Ю: —

## Население
Население по переписи 2001 года составляло 482 человека.

## Общие сведения
Почтовый индекс — 87254. Телефонный код — 6253. Код КОАТУУ — 1424583507.

## Местный совет
87253, Донецкая область, Старобешевский р-н, с. Новозарьевка, ул. Школьная, 1в